# Cantonul Hendaye
Cantonul Hendaye este un canton din arondismentul Bayonne, departamentul Pyrénées-Atlantiques, regiunea Aquitania, Franța.

## Comune
- Biriatou
- Ciboure
- Hendaye (reședință)
- Urrugne